# Dhuisy
Dhuisy település Franciaországban, Seine-et-Marne megyében. Lakosainak száma 330 fő (2022. január 1.). Dhuisy Gandelu, Marigny-en-Orxois, Montreuil-aux-Lions, Sainte-Aulde, Vendrest, Chamigny, Cocherel, Coulombs-en-Valois és Germigny-sous-Coulombs községekkel határos.

## Népesség
A település népességének változása:
| Lakosok száma | 293  | 298  | 304  | 300  | 305  | 311  | 317  | 323  | 330  |
|               | 2013 | 2015 | 2016 | 2017 | 2018 | 2019 | 2020 | 2021 | 2022 |